# Maersk Drilling
 (décembre 2014).
Maersk Drilling est un opérateur de plateformes de forage auto-élévatrices basé à Copenhague au Danemark. Il s’agit d’une filiale de A.P. Møller-Mærsk créée en 1972. Maersk Drilling fait partie du groupe A.P. Møller-Mærsk, une multinationale de 110 000 employés qui possède des bureaux dans 125 pays. Son siège se situe à Copenhague au Danemark. La compagnie est cotée à l'OMX Copenhagen. Le 21 juin 1972, Maersk Storm Drilling Company et Atlantic Pacific Marine Corporation sont créées avec comme but l’achat de deux semi-submersibles et deux navires de forage. De nos jours, la flotte de Maersk Drilling est constituée des plateformes de forage auto-élévatrices en milieu hostile, des plateformes de forage, des navires de forage et du matériel de forages les plus avancés au monde.

## Histoire
Au deuxième trimestre 2012, Maersk Drilling a commandé une nouvelle plateforme de forage (XLE) pour la somme de 650 $ US millions. Cette commande s’ajoute à celle de six plateformes de forage y compris deux plateformes de forage auto-élévatrices en milieu très hostile et quatre navires de forage en eau très profonde, ce qui apporte le total de l’investissement effectué par Maersk Drilling depuis 2011 à 4,5 $ Milliards. Ces nouvelles plateforme de forage seront livrées entre 2013 et 2015. Avec les plateformes de forage XLE en construction, Maersk Drilling exploitera les plateformes de forage auto-élévatrices les plus avancées technologiquement au monde. Toutes les plateformes seront adaptées pour supporter les opérations complexes en Mer du Nord. Leur conception est basée sur le modèle du Maersk Innovator et du Maersk Inspirer.
En novembre 2021, Maersk Drilling fusionne ses activités avec celles de Noble Corporation, les actionnaires des deux entités ayant une participation à 50-50.dans la nouvelle structure qui prend le nom de Noble Corporation, avec un siège social à Houston au Texas.

## Activité
Maersk Drilling est une des principales activités de A.P. Moller-Maersk Group. En 2012, l’entreprise détenait environ 3 % du marché du forage en mer. Le directeur général de la compagnie est Claus V Hemmingsen.
Maersk Drilling possède 26 plateformes y compris six plateformes de forage auto-élévatrices en milieu très hostile, six plateformes de forages auto-élévatrices supplémentaires, quatre navire semi-submersibles et 10 navires de forage. 
Le développement de plateformes de forage semi-submersibles en eau profonde de Maersk Drilling est conçu spécialement pour des opérations dans le Golfe du Mexique, en Australie et en Angola. Maersk Drilling est le premier opérateur de forage au Venezuela et y exploite une flotte de navires de forage à porte à faux. C'est aussi le 9e opérateur de forage au monde.
Maersk Drilling est le premier exploitant de plateformes de forage en Norvège et détient 67 % de parts de marché (2012), la compagnie exploite six des neuf plateformes installées en Norvège.
En Mer du Nord, Maersk Drilling exploite les plateformes de forage auto-élévatrices en milieu hostile les plus avancées technologiquement au monde. Les plateformes-sœurs Maersk Innovator et Maersk Inspirer peuvent être exploitées jusqu’à une profondeur de 150 mètres. En outre, la compagnie a commandé quatre navires de forage chez Samsung Heavy Industries et deux plateformes de forages auto-élévatrices en milieu hostile chez Keppel FELS. La compagnie a annoncé son investissement dans le développement de technologie permettant de forer toute l’année en Arctique.
Egyptian Drilling Company (EDC) est une entreprise commune entre Maersk Drilling et la Egyptian General Petroleum Corporation. L’entreprise est propriétaire et exploite une flotte de 55 plateformes à terre et cinq plateformes de forage auto-élévatrices dans le Moyen-Orient.

### La flotte
La flotte de Maersk Drilling comporte : 
- 6 plateformes de forage auto-élévatrices en milieu très hostile ;
- 4 plateformes de forage auto-élévatrices en milieu hostile ;
- 2 plateformes Premium ;
- 3 navires semi-submersibles ultra profonds ;
- 1 navire semi-submersible moyenne profondeur ;
- 10 navires de forage[11].

### Navires de forage en eau profonde
Les navires de forage de 228 mètres de long seront capables d’être exploités à des profondeurs allant jusqu’à 3 650 m et seront capables de forer des puits de plus de 12 000 m. Avec leur système évolué de contrôle de position, les navires gardent une position fixe lors de mauvaises conditions météorologiques avec des vagues allant jusqu’à 11 mètres de haut et des vents de vitesse jusqu’à  26 mètres par seconde. Les navires coûtent 3,5 milliards de Couronnes Danoises chacun et ExxonMobil paye 600 000 $ journaliers pour leur location.